# Contrôle de la sécurité sanitaire des aliments
Ne doit pas être confondu avec sécurité alimentaire.
La sécurité sanitaire des aliments est une expression normalisée qui renvoie à la réglementation et au contrôle des filières agro-alimentaires ayant pour objet de veiller à l’hygiène et à l’innocuité des aliments « de la fourche à la fourchette ». 
Elle vise notamment à éviter les intoxications alimentaires ainsi qu'à permettre, via des dispositifs de traçabilité des produits, à pouvoir retirer des étals les produits contaminés. 

## En Europe
Un règlement  interdit toute mise sur le marché d'une denrée alimentaire dangereuse.
Il précise la notion de « sécurité des denrées alimentaires » et de dangerosité alimentaire comme suit : « Une denrée alimentaire est dite dangereuse si elle est considérée comme » : 
a) « préjudiciable à la santé » ;
b) « impropre à la consommation humaine ».

### Pour juger du degré de dangerosité d'une denrée alimentaire
En Europe, le règlement CE178/2002 demande que l'évaluation tienne compte de deux facteurs :
1. « des conditions d'utilisation normales de la denrée alimentaire par le consommateur à chaque étape de la production, du traitement et de la distribution » ;
2. l'information du consommateur, dont « informations figurant sur l'étiquette, ou d'autres informations généralement à la disposition du consommateur, concernant la prévention d'effets préjudiciables à la santé propres à une denrée alimentaire particulière ou à une catégorie particulière de denrées alimentaires »

### Pour déterminer si une denrée alimentaire est préjudiciable à la santé
L'autorité compétente doit tenir compte de trois facteurs :
1. l'effet probable immédiat et/ou à court terme et/ou à long terme de cette denrée alimentaire sur la santé non seulement d'une personne qui la consomme, mais aussi sur sa descendance [2] ;
2. d'effets cumulatifs ou d'éventuels effets toxiques cumulatifs (quand ils sont probables) [2];
3. des sensibilités sanitaires particulières d'une catégorie spécifique de consommateurs lorsque la denrée alimentaire lui est destinée[2].

### Traçabilité et retrait de la vente
Depuis 2002, en Europe : 
- la traçabilité est obligatoire pour la totalité « des denrées alimentaires, des aliments pour animaux, des animaux producteurs de denrées alimentaires et de toute autre substance destinée à être incorporée ou susceptible d'être incorporée dans des denrées alimentaires ou des aliments pour animaux est établie à toutes les étapes de la production, de la transformation et de la distribution » [3];
- des prescriptions similaires existent pour l'alimentation animale [4]; Prescriptions relatives à la sécurité des aliments pour animaux) ;
- si « une denrée alimentaire dangereuse fait partie d'un lot ou d'un chargement de denrées alimentaires de la même catégorie ou correspondant à la même description, il est présumé que la totalité des denrées alimentaires de ce lot ou chargement sont également dangereuses, sauf si une évaluation détaillée montre qu'il n'y a pas de preuve que le reste du lot ou du chargement soit dangereux » [5].

## Organismes nationaux et internationaux
Parmi les organismes officiels chargés de veiller et d’informer en matière de sécurité sanitaire des aliments, on peut citer:
- l'Agence nationale chargée de la sécurité sanitaire de l'alimentation, de l'environnement et du travail (Anses) en remplacement de Agence française de sécurité sanitaire des aliments (AFSSA)[6] en France ;
- l’Institut de veille sanitaire (InVS) en France[7] ,[8] ;
- l'Agence canadienne d'inspection des aliments (ACIA)[9] au Canada ;
- l’Agence fédérale pour la sécurité de la chaîne alimentaire (AFSCA)[10] en Belgique ;
- l'Office National de Sécurité Sanitaire des produits Alimentaires (ONSSA)[11] au Maroc;
- la Food and Drug Administration (FDA)[12] aux États-Unis ;
- la Food safety authority of Ireland (FSAI)[13] en Irlande ;
- et l’Autorité européenne de sécurité des aliments ((fr) AESA, (en) EFSA)[14] au niveau de l'Union européenne.

Au niveau international, c’est le Codex Alimentarius qui joue un rôle normatif dans ce domaine.